# Nicolai Rapp
Nicolai Rapp (ur. 13 grudnia 1996 w Heidelbergu) – niemiecki piłkarz występujący na pozycji pomocnika w niemieckim klubie Werder Brema. Wychowanek 1899 Hoffenheim, w trakcie swojej kariery grał także w takich zespołach, jak Greuther Fürth, Erzgebirge Aue, Union Berlin oraz Darmstadt 98. Młodzieżowy reprezentant Niemiec.